# Michael von Appel
Michael Ludwig Edler von Appel (Beč, 21. veljače 1856. – Erdevik, 1. veljače 1915.) je bio austrougarski general i vojni zapovjednik. Tijekom Prvog svjetskog rata zapovijedao je XV. korpusom na Balkanskom bojištu.

## Vojna karijera
Michael von Appel je rođen 21. veljače 1856. u Beču. Sin je konjičkog generala Ludwiga von Appela. Od 1870. pohađa Vojnu školu u St. Pöltenu, dok od 1872. pohađa Terezijansku vojnu akademiju u Bečkom Novom Mjestu. Po završetku iste s činom poručnika služi u 52. pješačkoj pukovniji u sklopu koje 1878. godine sudjeluje u okupaciji Bosne i Hercegovine. U 52. pješačkoj pukovniji služi do 1881. godine kada je promaknut u čin natporučnika, te premješten na službu u stožer 7. konjičke brigade smještene u Temišvaru. Potom od 1885. služi u stožeru I. korpusa u Krakowu, da bi u svibnju 1887. bio promaknut u satnika. Od svibnja 1888. zapovijeda bojnom u 52. pješačkoj pukovniji, da bi nakon toga u studenom 1892. bio unaprijeđen u bojnika, te imenovan načelnikom stožera 28. pješačke divizije smještene u Ljubljani. Potom od 1894. služi u Glavnom stožeru, da bi godinu dana poslije, u svibnju 1895. bio unaprijeđen u čin potpukovnika. Godine 1896. postaje zapovjednikom 34. pješačke pukovnije smještene u Košicama, dok dvije godine nakon toga, u svibnju 1898., dostiže čin pukovnika.
Godine 1903. imenovan je zapovjednikom žandarmerije u Bosni i Hercegovini koju dužnost obnaša iduće četiri godine. U međuvremenu je, u studenom 1904., promaknut u čin general bojnika. Godine 1907. postaje zapovjednikom 7. brdske brigade smještene u Višegradu na kojoj dužnosti se nalazi godinu dana s obzirom na to da je u svibnju 1908. promaknut u podmaršala i imenovan zapovjednikom 1. pješačke divizije. Na dužnosti zapovjednika 1. pješačke divizije nalazi se do studenog 1911. kada je imenovan zapovjednikom XV. korpusa naslijedivši na tom mjestu Moritza Auffenberga na kojoj dužnosti dočekuje i početak Prvog svjetskog rata. U međuvremenu je, i to u travnju 1913., promaknut u čin generala pješaštva.

## Prvi svjetski rat
Na početku Prvog svjetskog rata XV. korpus se nalazio u sastavu 6. armije kojom je na Balkanskom bojištu zapovijedao Oskar Potiorek. Zapovijedajući XV. korpusom Appel na početku rata sudjeluje u prvoj invaziji na Srbiju u kojoj njegov korpus prelazi Drinu, ali je ubrzo zbog austrougarskog poraza u Cerskoj bitci bio prisiljen prekinuti napredovanje i povući s na početne položaje. U drugoj invaziji na Srbiju Appelov XV. korpus ponovno prelazi Drinu i uspostavlja mostobrane, nakon čega sudjeluje u žestokim borbama sa srpskom vojskom u Bitci na Drini. Nakon Bitke na Drini dio bojišta koji je držao XV. korpus bio je relativno miran.

## Smrt
Na početku 1915. godine Appel se razbolio. Preminuo je 1. veljače 1915. u 59. godini života u Erdeviku.

## Vanjske poveznice
(eng.) Michael von Appel na stranici Oocities.org

(njem.) Michael von Appel na stranici Weltkriege.at

(njem.) Michael von Appel na stranici Biographien.ac.at